# Forcipomyia acanthophora
Forcipomyia acanthophora är en tvåvingeart som beskrevs av Remm och Havelka 1976. Forcipomyia acanthophora ingår i släktet Forcipomyia och familjen svidknott. Inga underarter finns listade i Catalogue of Life.